# تصنيف التزلج البارالمبي الشمالي

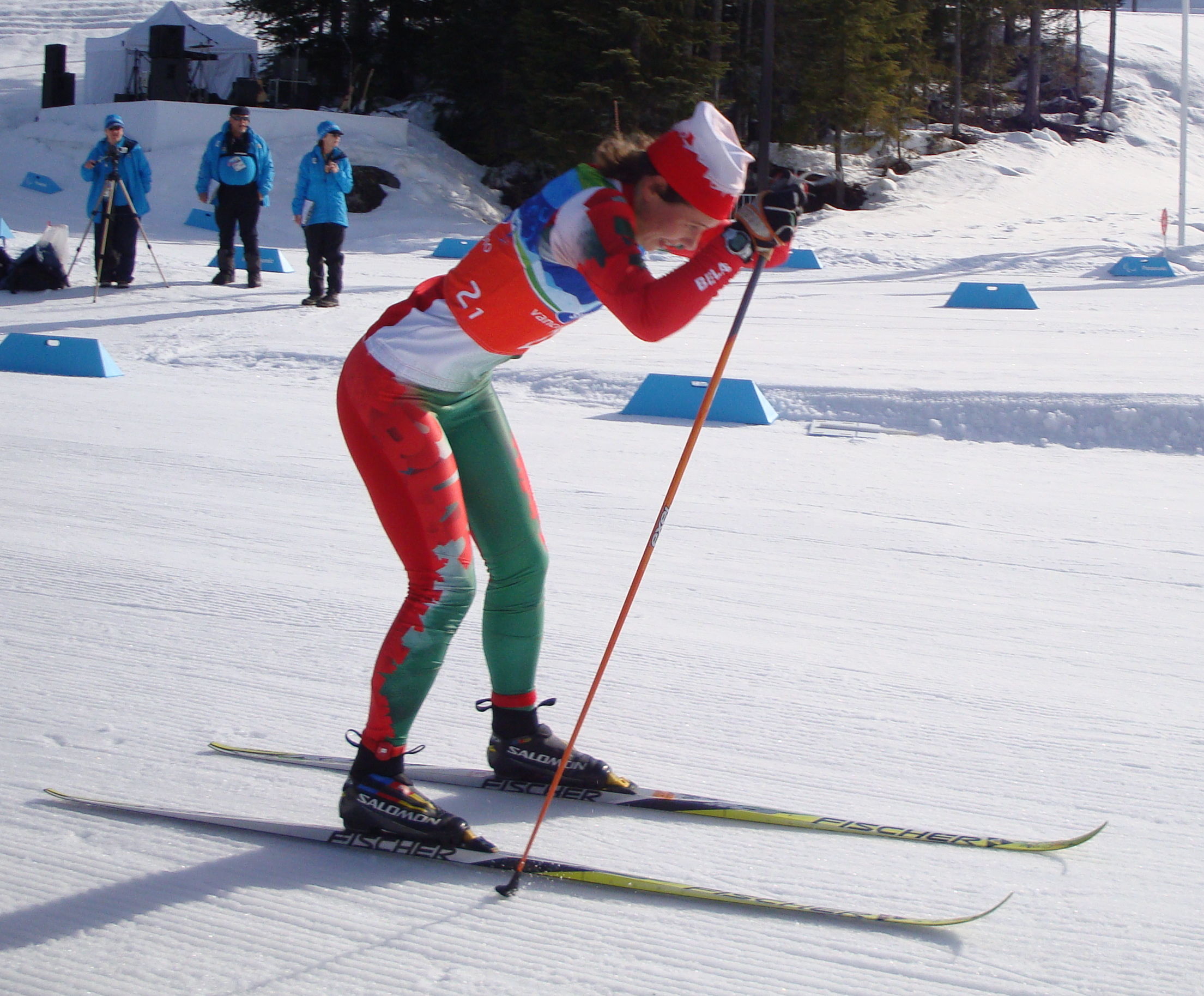
لاريسا فارونا من بيلاروسيا تتنافس في دورة الألعاب البارالمبية الشتوية 2010.

تصنيف التزلج البارا نورديك هو النظام المعتمد لتصنيف التزلج النوردي البارالمبي، والذي يشمل منافسات البياتلون والتزلج الريفي على الثلج. تستند تصنيفات التزلج البارا نورديك إلى تصنيف التزلج الألبي البارالمبي، مع بعض الاستثناءات. ويعتمد التصنيف على التقييم الطبي والوظيفي للحركة، حيث يُقسَّم المتزلجون إلى ثلاث مجموعات: المتزلجون الواقفون، المتزلجون الجالسون، والمتزلجون ضعاف البصر. تتولى اللجنة البارالمبية الدولية للتزلج الشمالي تنظيم التصنيف الدولي، فيما تدير الهيئات الوطنية التصنيفات المحلية. قبل أن تتحمل اللجنة الدولية للصليب الأحمر والهلال الأحمر مسؤولية التصنيف، كانت عدة منظمات تُعنى به وفقاً لنوع الإعاقة.
نشأ أول نظام تصنيف لهذه الرياضة في الدول الإسكندنافية، وكان يعتمد على النظام الطبي للمتزلجين الذين يعانون من بتر الأطراف، دون أن يشمل الإعاقات الأخرى. وعند الإعداد لأول دورة ألعاب بارالمبية شتوية، سعى المنظمون لاعتماد تصنيف وظيفي بدلاً من التصنيف الطبي، لكنهم انتهوا إلى نظام قائم على نوع المعدات المستخدمة من قبل المتزلج. ومع تطور المعدات خلال سبعينيات القرن العشرين، تمكن المتزلجون من ذوي إصابات النخاع الشوكي من المشاركة، ما استدعى تطوير نظام تصنيف خاص بهم. وبحلول تسعينيات القرن العشرين، ظهرت أكثر من عشرة تصنيفات، وأُنشئ نظام نسبي يسمح للمتزلجين من إعاقات مختلفة بالتنافس معاً، عبر ضرب وقت المتزلج بنسبة مئوية لتحديد توقيت عادل. وعلى الرغم من تغير النسب المئوية بمرور الزمن، لا يزال هذا النظام مستخدمًا. ورغم محاولات متكررة منذ سبعينيات القرن العشرين لاعتماد تصنيف وظيفي خالص، ظل التقييم الطبي جزءاً من عملية التصنيف حتى العقد الثاني من القرن الحادي والعشرين.
تختلف الفعاليات والمعدات حسب فئات التزلج النوردي البارالمبي. فالمتزلجون الجالسون يستخدمون زلاجات جلوس مكونة من زلاجتين، خلافاً للتزلج الباراليبي الذي يستخدم زلاجة واحدة. أما المتزلجون المكفوفون، فيستخدمون مرشداً يختلف موقعه حسب فئة المتزلج. في الولايات المتحدة، تشمل فعاليات التزلج النوردي البارالمبي أيضاً مسابقات لذوي الإعاقات الذهنية، وتُنظم عبر الألعاب الأولمبياد الخاص. التصنيف الدولي للمتزلجين المكفوفين يتم عبر الجمعية الدولية لرياضات المكفوفين، وهو تصنيف طبي. أما التصنيفات الوطنية فهي قابلة للتغيير عند الانتقال للمسابقات الدولية. وتُستخدم هذه التصنيفات في الألعاب البارالمبية الشتوية. وقد سُمح للرياضيين ذوي الإعاقات الذهنية بالمشاركة في دورة الألعاب البارالمبية الشتوية لعام 1998، ثم مُنعوا لاحقًا بسبب فضائح غش خلال دورة الألعاب الأولمبية الصيفية لعام 2000.

## التعريف
تضم رياضةالتزلج النوردي البارالمبي حدثين: سباق البايثلون البارا، وسباق التزلج الريفي البارا. التصنيفات هنا تتطابق مع تصنيفات التزلج البارا ألبين، مع استثناءات تتعلق بذوي الإعاقات البصرية. يعتمد التصنيف على القدرة الوظيفية للحركة، ولدى مبتوري الأطراف يُقيم الأداء بناءً على القدرة على الحركة باستخدام الأجهزة المساعدة. تصنيف الرياضيين المصابين بالشلل الدماغي يُعد أكثر تعقيدًا نظرًا لتغير شدة التشنجات أثناء السباق. وتشمل تصنيفات الشلل الدماغي الفئات من CP1 إلى CP8، حيث يتنافس الرياضيون من CP5 إلى CP8 وقوفاً مستخدمين معدات مناسبة. منذ عام 1995، قسمت الفئات إلى LW2، LW3، LW4، LW5/7، LW6، LW8، وLW9. أما التزلج على الجليد فله ثلاث فئات: LW10، LW11، وLW12، مع تقسيمات إضافية فرعية. أما التصنيف البصري فبات يعتمد على فئات NS1، NS2، وNS3 استنادًا إلى التقييم الطبي فقط، مع إلغاء استخدام الفئات B1 وB2 وB3 بدءاً من عام 2024. وقد أظهرت أبحاث المعهد المركزي للقدرات التوظيفية للأشخاص ذوي الإعاقة في موسكو وجود فروق وظيفية ترتبط بحدة البصر، ما يؤثر بشدة على أداء المتزلجين.
| فصل   | وصف                                              | معدات                       |
| ----- | ------------------------------------------------ | --------------------------- |
| LW2   | ضعف في أحد الأطراف السفلية (عبر الركبة أو فوقها) | زلاجتان وعمودان             |
| LW3   | ضعف في كلا الطرفين السفليين                      | زلاجتان وعمودان             |
| LW4   | ضعف في أحد الأطراف السفلية (أسفل الركبة)         | زلاجتان وعمودان             |
| LW5/7 | ضعف في كلا الطرفين العلويين                      | زلاجتان، بدون أعمدة         |
| LW6   | ضعف في أحد الأطراف العلوية (عبر الكوع أو فوقه)   | زلاجتان وعمود واحد          |
| LW8   | ضعف في أحد الأطراف العلوية (أسفل الكوع)          | زلاجتان وعمود واحد          |
| LW9   | ضعف في أحد الطرفين العلويين وطرف سفلي واحد       | زلاجتان، معدات حسب الاختيار |

| فصل    | وصف                                                                                                   |
| ------ | --- |
| LW10   | ضعف في كلا الطرفين السفليين (عدم التوازن أثناء الجلوس)، درجة من 0 إلى 2 في اختبار الجذع/الورك الوظيفي |
| LW10.5 | ضعف في كلا الطرفين السفليين (عدم التوازن أثناء الجلوس)، درجة من 3 إلى 6 في اختبار الجذع/الورك الوظيفي |
| LW11   | ضعف في كلا الطرفين السفليين (توازن الجلوس السليم)، درجة من 7 إلى 10 في اختبار الجذع/الورك الوظيفي     |
| LW11.5 | ضعف في كلا الطرفين السفليين (توازن الجلوس السليم)، درجة 11 في اختبار الجذع/الورك الوظيفي              |
| LW12   | ضعف في كلا الطرفين السفليين (توازن جيد أثناء الجلوس)، درجة 12 في اختبار الجذع/الورك الوظيفي           |

| فصل | وصف                                                                             | معدات                         |
| --- | ------------------------------------------------------------------------------- | ----------------------------- |
| NS1 | إدراك الضوء دون حدة بصرية قابلة للقياس أو عدم إدراك الضوء                       | مطلوب نظارات التوجيه والتعتيم |
| NS2 | حدة البصر من LogMAR 2.3 – 3.5                                                   | دليل اختياري                  |
| NS3 | حدة البصر من LogMAR 0.9 – 2.2 و/أو مجال الرؤية الثنائية أقل من أو يساوي 60 درجة | دليل اختياري                  |

## الحوكمة
تنظم اللجنة البارالمبية الدولية رياضة التزلج النوردي البارالمبي. أما في الولايات المتحدة، فتتولى عدة منظمات مسؤولية التصنيف، منها جمعية التزلج للصم، وجمعية الرياضيين المكفوفين، بينما تتكفل الألعاب الأولمبية الخاصة بتصنيف الرياضيين ذوي الإعاقات الذهنية. وقد طورت منظمة الرياضة للمعاقين في الولايات المتحدة نظام تصنيف خاصاً بها، يعتمد على تقسيم الرياضيين إلى ثلاث مجموعات: المجموعة الأولى تشمل من لديهم إصابات في الحبل الشوكي من T5 إلى T10، والثانية تضم المصابين بإعاقات تحت T10، والثالثة لمن هم بإصابات فوق T10.
في بدايات هذه الرياضة، كانت المنظمة الدولية للرياضة للمعاقين، التي تأسست عام 1964، هي المسؤولة عنها. وفي عام 1980، تولت هيئتان التصنيف: ISOD ولجنة ألعاب ستوك ماندفيل الدولية ، التي تحولت لاحقاً إلى الاتحاد الدولي لرياضة الكراسي المتحركة. كانت ISMGC تتولى تصنيف المصابين بإصابات النخاع الشوكي.
عام 1981 تأسس الاتحاد الدولي لرياضات المكفوفين لتولي تصنيف المتزلجين المكفوفين. وفي عام 2003، اندمجت ISMWSF مع ISOD وأصبح اسم الكيان الجديد الاتحاد الدولي لرياضة الكراسي المتحركة ومبتوري الأطراف عام 2004. أما جمعية الرياضة والترفيه لمرضى الشلل الدماغي، رغم اهتمامها برياضة التزلج لكونها مفتوحة للمصابين بالشلل الدماغي، إلا أنها لم تكن الجهة المشرفة عليها، لكنها وضعت القواعد المنظمة لها سنة 1983. وبحلول عام 1984، كان هناك أربع منظمات تدير تصنيف هذه الرياضة: ISOD، ISMGF، IBSA، وCP-ISRA.

## الأهلية
في الوقت الحاضر، يُسمح بتصنيف الأشخاص ذوي الإعاقات الجسدية وضعاف البصر. حُددت عام 1983 معايير الأهلية لذوي الشلل الدماغي، مشيرة إلى أن الشلل الدماغي هو اضطراب غير تقدمي في الدماغ يعيق الحركة. كما تم اعتبار الأشخاص المصابين بإصابات دماغية غير تقدمية، مثل السكتات الدماغية، مؤهلين للتصنيف بشرط الحصول على موافقة طبية. أما المصابون بالسنسنة المشقوقة، فكانوا مؤهلين فقط إذا ظهر لديهم خلل في العصبون الحركي العلوي نتيجة استسقاء الرأس. من ناحية أخرى، لم يكن المصابون بالتصلب المتعدد أو اعتلال العضلات أو اعتلال المفاصل مؤهلين للتصنيف لدى CP-ISRA، لكنهم كانوا يُصنفون عبر ISOD.

## التاريخ
بدأ تصنيف رياضات الشتاء كنظام طبي ثم تحول لاحقاً إلى تصنيف وظيفي. وظهرت أقدم أنظمة التصنيف في الدول الإسكندنافية، حيث كان مخصصًا لمبتوري الأطراف وفقًا لنوع البتر كما يحدده خبير طبي، دون شمول الإعاقات الأخرى في البداية.

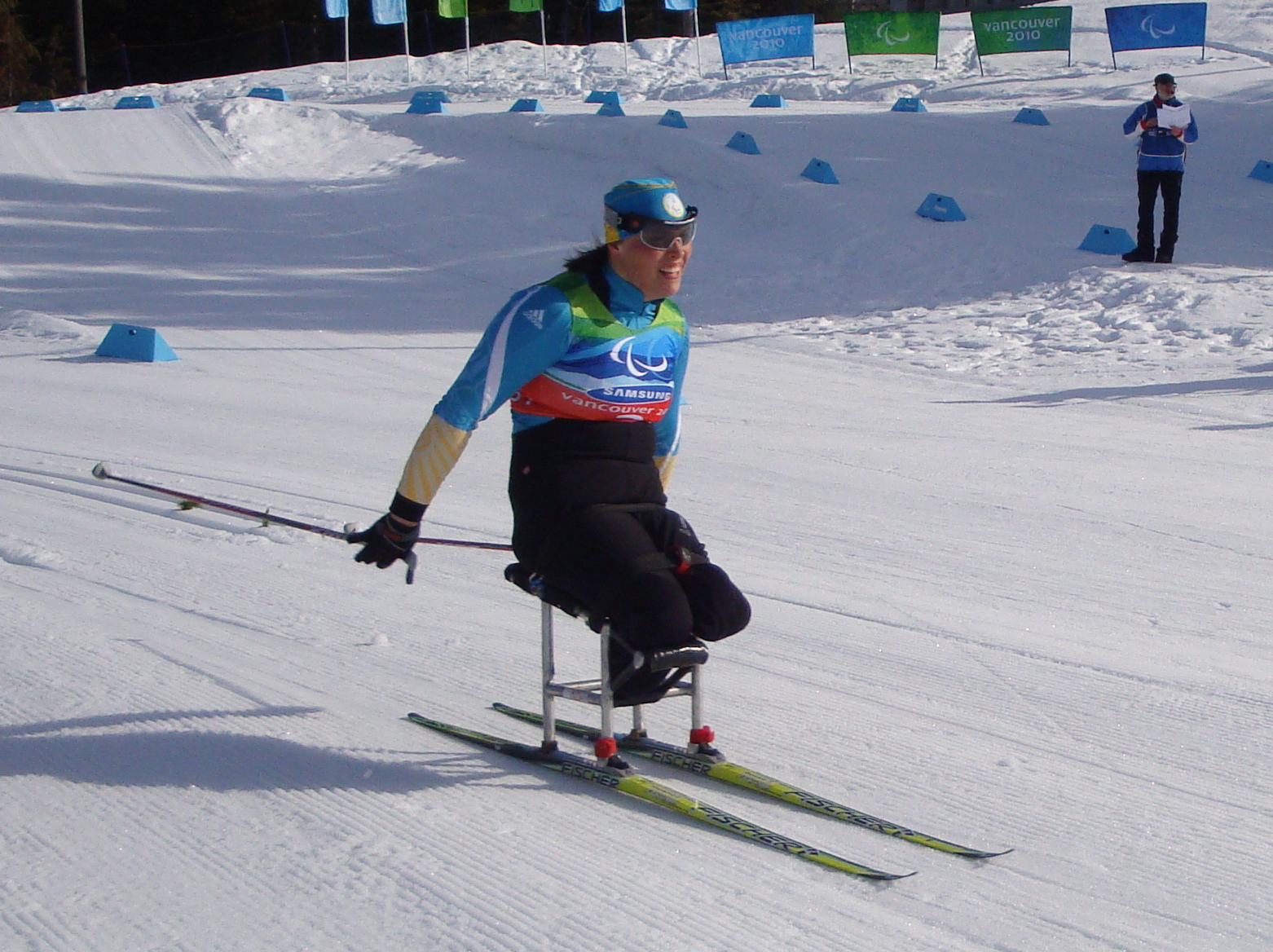
أولينا إيوركوفسكا من أوكرانيا تتنافس على الزلاجات الريفية في دورة الألعاب البارالمبية الشتوية 2010.

عند التحضير لأول دورة ألعاب بارالمبية شتوية عام 1976، نشب خلاف مع لودفيج جوتمان، مؤسس الألعاب البارالمبية، إذ كان المنظمون يرغبون منذ البداية في اعتماد تصنيف وظيفي بدلاً من النظام الطبي. ورغم نجاحهم جزئيًا، إلا أن النظام الذي جرى اعتماده في أورنشولدسفيك، السويد، كان في الواقع يعتمد على نوع المعدات التي يستخدمها المتزلج بدلاً من تصنيف حركي بحت.
في عام 1983، تولّت الجمعية الدولية لرياضة وترفيه الشلل الدماغي تصنيف المتنافسين المصابين بالشلل الدماغي في رياضة التزلج النوردي البارالمبي، حيث استُخدم حينها نظام التصنيف الخاص بأحداث المضمار. كان هناك خمسة تصنيفات مخصصة للشلل الدماغي في ذلك العام. خلال ثمانينيات القرن العشرين، وُجدت ثلاث فئات للتزلج على الجليد، بالإضافة إلى سبع فئات أخرى. وعلى الرغم من أن التصنيف الخاص بالأشخاص ذوي الإعاقة الذهنية لم يكن جزءًا رسميًا من نظام تصنيف التزلج البارالمبي، إلا أن فئات التزلج النوردي البارالمبي الخاصة بهم كانت موجودة ضمن حركة الأولمبياد الخاص. وكانت هذه الرياضة من بين الرياضات التي كان يُرجَّح أن يمارسها الأشخاص ذوو الإعاقة خلال تسعينيات القرن العشرين.
قبل عام 1988، كانت عملية تصنيف الرياضيين تعتمد عادةً على الفحص الطبي لتحديد فئتهم التصنيفية. ولكن مع التغييرات التي أُدخلت على تصنيف كرة السلة على الكراسي المتحركة منذ عام 1983، تسارع الانتقال إلى نظام تصنيف أكثر اعتمادًا على الوظائف الحركية في رياضات الإعاقة الشتوية. وقبل دورة الألعاب الأولمبية الشتوية لعام 1988، لم يكن التزلج الجلوسي مُدرجًا ضمن البرنامج البارالمبي، إلا أن النرويج عملت على تغيير ذلك عبر إدخال تصنيفات التزلج الجلوسي ضمن بطولة العالم لعام 1986.
في عام 1989، تم تطوير اختبار التصنيف الوظيفي لرياضة التزلج الشمالي، واستمر استخدام هذا النظام خلال دورة الألعاب البارالمبية الشتوية لعام 1998. شملت هذه الاختبارات تقييم تنسيق حركة اليد والذراع والكتف، والتوازن أثناء الجلوس في المستويين السهمي والأمامي، إضافة إلى اختبار القدرة على الجلوس الوظيفي وفحص الإزاحة الجانبية.
بحلول تسعينيات القرن العشرين، بدأ العمل بنظام تصنيف متكامل للتزلج النوردي، مستندًا إلى نظام النسبة المئوية الذي يسمح للرياضيين من فئات تصنيفية مختلفة بالتنافس معًا في نفس السباق، مع احتساب زمن نهائي معدل بناءً على القدرة الوظيفية. ففي موسمي 1997 و1998، على سبيل المثال، حُددت نسب الأداء بـ84% لفئة LW10، و93% لفئة LW11، و100% لفئة LW12. يتم ضرب الزمن الذي حققه المتسابق بهذه النسبة لتحديد ترتيبه. استمر استخدام أحد أشكال هذا النظام حتى دورة الألعاب البارالمبية الشتوية لعام 2010. تشرح اللجنة البارالمبية الكندية ذلك بمثال: "الرياضي (أ) مُصنَّف في فئة LW6 بنسبة 91% وينهي السباق في دقيقة واحدة، فيُحسب زمنه المعدل 54.6 ثانية. بينما الرياضي (ب) مُصنَّف في فئة LW5 بنسبة 79% وينهي السباق في دقيقة واحدة وثانيتين، فيُحسب زمنه المعدل 48.98 ثانية. ويفوز الرياضي (ب)، مما يعني أن إنهاء السباق في أقل زمن لا يعني بالضرورة الفوز بالميدالية الذهبية."
| فصل   | كلاسيكي | حر      |
| ----- | ------- | ------- |
| ب1    | 87%     | 85%     |
| ب2    | 98%     | 98%     |
| ب3    | 100%    | 100%    |
| LW2   | 91-93%* | 86-91%* |
| LW3   | 87-94%* | 80-96%* |
| LW4   | 96%     | 96%     |
| LW5/7 | 79%     | 87%     |
| LW6   | 91%     | 96%     |
| LW8   | 92%     | 97%     |
| LW9   | 85-95%  | 82-96%  |

| فصل        | كلاسيكي |
| ---------- | ------- |
| LW10       | 86%     |
| لوقا 10، 5 | 91%     |
| LW11       | 94%     |
| ل.و11،5    | 98%     |
| LW12       | 100%    |

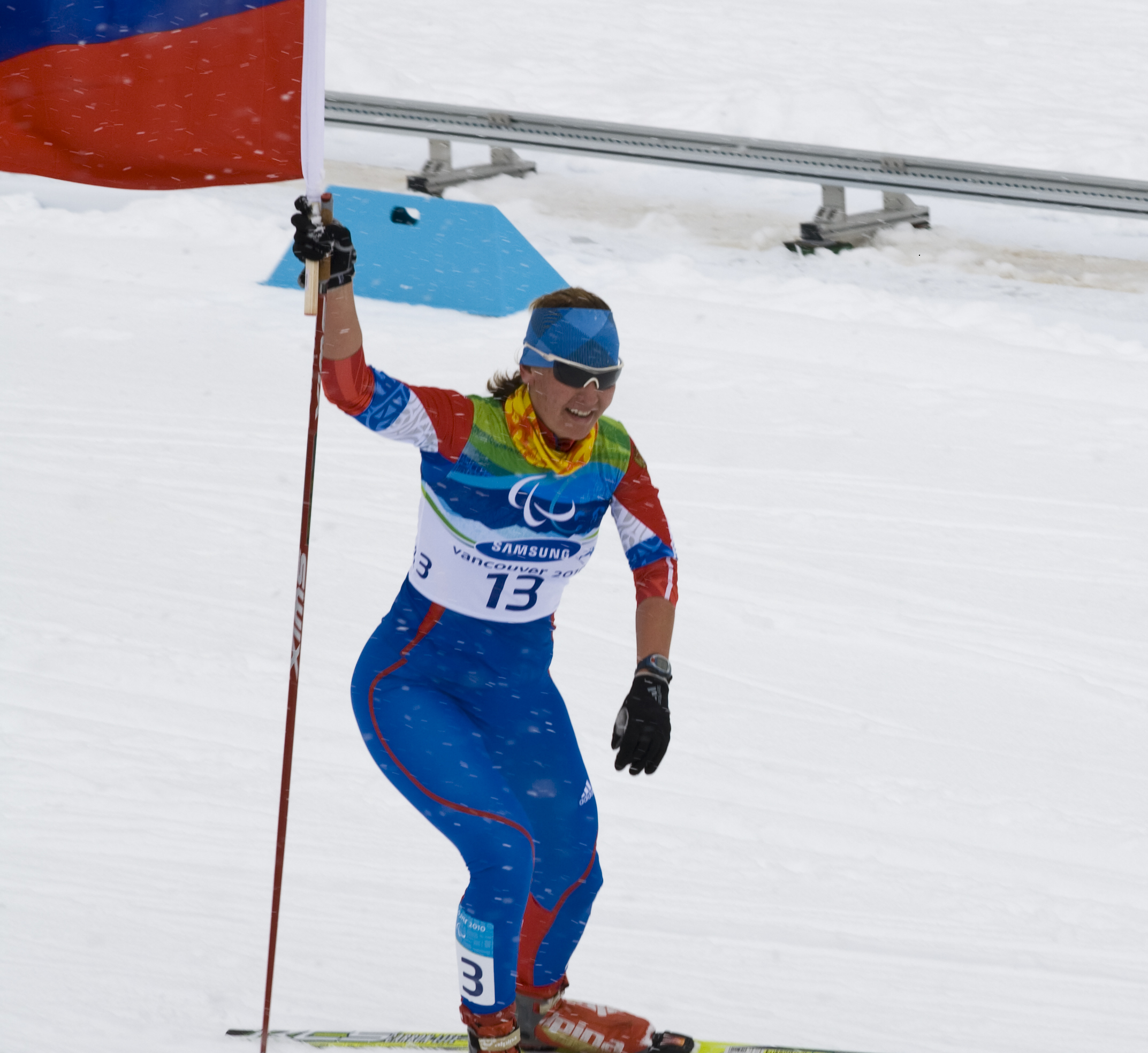
آنا بورميستروفا من روسيا تحتفل بالفوز بالميدالية الذهبية في سباق البياتلون وقوفًا لمسافة 3 كم للسيدات في دورة الألعاب البارالمبية الشتوية في فانكوفر 2010

شهدت تسعينيات القرن العشرين استمرار التحول من التصنيف الطبي إلى نظام التصنيف الوظيفي في الرياضات الشتوية لذوي الإعاقة. خلال هذه الفترة، دارت نقاشات حول ما إذا كان يجب على الرياضيين ذوي الإعاقة الخفيفة أن يواصلوا المنافسة ضمن رياضات الإعاقة، أو أن يتنافسوا بدلاً من ذلك مع الرياضيين الأصحاء. في الوقت ذاته، شارك عدد من الشخصيات، من بينهم نائب رئيس اللجنة البارالمبية الدولية جينز برومان، في مناقشات حول إمكانية دمج التصنيفات الخاصة بالمكفوفين ضمن فئة واحدة، كما هو الحال في بعض الرياضات الأخرى لذوي الإعاقة. في المقابل، رأى بعض الداعمين لتطوير رياضة الأشخاص ذوي الإعاقة، مثل هورست ستروخكيندل، أن مثل هذه النقاشات كانت تعيق إنشاء نظام تصنيف مستقل مبني على خصائص الأداء الرياضي بدلاً من الاعتماد على القواعد الطبية. بحلول عام 1993، توقفت هذه الجهود إلى حد كبير بعد أن بدأت اللجنة البارالمبية الدولية في تشكيل هوية مستقلة خاصة بها، وأوقفت السعي لدمج الرياضات الخاصة بذوي الإعاقة ضمن البرنامج الأولمبي. ومع ذلك، ظل التصنيف الطبي حاضرًا جزئيًا حتى عام 2006، خاصة بالنسبة للمتزلجين الذين يعانون من بتر الأطراف، إذ استمر تقييمهم باستخدام عناصر طبية.
كُلِّف الاتحاد الدولي للرياضة للأشخاص ذوي الإعاقة الفكرية بمراجعة نظام تصنيف المتزلجين من ذوي الإعاقات الفكرية، بهدف منع تكرار الانتهاكات مستقبلاً، وذلك عقب فضيحة الغش التي تورط فيها فريق كرة السلة الإسباني خلال دورة الألعاب البارالمبية الصيفية لعام 2000. وقد تم توجيه الاتحاد لاعتماد نظام تصنيف أكثر موثوقية وقابلًا للتحقق لضمان نزاهة المنافسات.
اعتبارًا من 1 يوليو 2024، سيتم تطبيق نظام تصنيف جديد للرياضيين ذوي الإعاقات البصرية، حيث يُستخدم التصنيف NS1 وNS2 وNS3 لرياضات التزلج النوردي، وAS1 وAS2 وAS3 وAS4 لرياضات التزلج على جبال الألب. ستبقى اختبارات الفحص البصري دون تغيير، مع اختلاف يتمثل في إجرائها مع إبقاء كلتا العينين مفتوحتين واستخدام بطاقات شبكية إضافية.

## الرياضة
يُسمح للمتزلجين ذوي الإعاقات الجسدية بالمنافسة ضمن نفس الفريق مع المتزلجين ذوي الإعاقات البصرية في الأحداث الجماعية. ينطبق ذلك في سباقات التتابع عبر البلاد، حيث يجب أن يضم كل فريق متزلجًا جالسًا، وآخر واقفًا، وثالثًا من ذوي الإعاقة البصرية. في دورة الألعاب البارالمبية الشتوية لعام 2010، أُقيم سباق التتابع للرجال تحت مسمى "1×4 كم + 2×5 كم تتابع"، حيث يبدأ المتزلج الجالس بسباق لمسافة 4 كيلومترات (2.5 ميل)، يليه المتزلج الواقف لمسافة 5 كيلومترات (3.1 ميل)، ثم يختتم المتزلج ضعيف البصر بالمسافة نفسها. أما في فئة السيدات، فكان السباق بعنوان "3×2.5 كم تتابع"، حيث يتسابق المتزلجون الثلاثة بالتتابع لمسافة 2.5 كيلومتر (1.6 ميل) لكل منهم بنفس الترتيب.
يُذكر أن المتزلجين الجالسين يستخدمون كرسيًا خاصًا مزودًا بزلاجتين مثبتتين عليه. كما تجدر الإشارة إلى أن نسب التصنيف المعتمدة في المسابقات الوطنية قد تختلف عن تلك المستخدمة في المسابقات الدولية.
في رياضة البياتلون، يطلق المتزلجون الجالسون والواقفـون النار على أهداف يبلغ قطر عين الثور فيها 1.5 سنتيمتر (0.59 بوصة)، بينما يطلق المتزلجون ضعاف البصر النار على أهداف أكبر، يبلغ قطر عين الثور فيها 2.8 سنتيمتر (1.1 بوصة).
ولمساعدة المتزلجين ضعاف البصر أثناء أجزاء الرماية، يتم استخدام نظام صوتي خاص يُعينهم على تحديد الهدف. عادةً، يتزلج مرشد المتزلجين من فئة B1 خلف المتزلج، مما يساعد على تحسين سماع التوجيهات الصوتية. يقوم المرشد بتنبيه المتزلج إلى توقيت تحويل الوزن، والمعوقات أو العناصر الموجودة على المسار، وكيفية اتخاذ أفضل وضعية لتحقيق الأداء الأمثل خاصة عند التزلج القطري.
أما مع المتزلجين من فئتي B2 وB3، الذين يمتلكون قدراً من الرؤية، فإن المرشدين يتمركزون بشكل مختلف، مع تعديل أساليب المساعدة لتناسب احتياجات المتزلجين الذين لديهم إدراك بصري جزئي، بخلاف المتزلجين المكفوفين تمامًا.

## العملية
بالنسبة للمتزلجين ذوي الإعاقة البصرية، يتم تصنيفهم من قبل الجمعية الدولية للرياضة للمكفوفين، ويعتمد التصنيف على فحص طبي يتم بواسطة طبيب عيون. في تسعينيات القرن العشرين، كانت عملية تقييم التصنيف لرياضة التزلج النوردي تشمل عدة اختبارات، منها اختبار يقيّم قدرة المتزلج على الصعود والنزول من التل، وآخر عصبي. في كندا، يتم تصنيف المتزلجين المكفوفين من قبل جمعية الرياضة الكندية للمكفوفين، حيث يبدأ الراغبون في التصنيف بالاتصال مع المنظمة المعنية. بالنسبة للتزلج البارا نورديك في كندا، يتم تنظيم التصنيف عبر رياضة التزلج عبر البلاد. في أستراليا، يتولى الاتحاد الرياضي الوطني مسؤولية إدارة الرياضة والتصنيف، بدعم من اللجنة البارالمبية الأسترالية. في أستراليا، هناك ثلاثة أنواع من التصنيفات: مؤقت، وطني، ودولي. يُستخدم التصنيف المؤقت في المسابقات على مستوى النادي، بينما يُستخدم التصنيف الوطني للمسابقات المحلية، والتصنيف الدولي للمسابقات الدولية. يبدأ المتزلج بتصنيفه من قبل اللجنة البارالمبية الوطنية، وقد يتم تصنيفه دوليًا خلال أول مشاركة له في كأس العالم. يمكن للمتسابقين الطعن في تصنيفاتهم أو في تصنيفات زملائهم.

## في دورة الألعاب البارالمبية

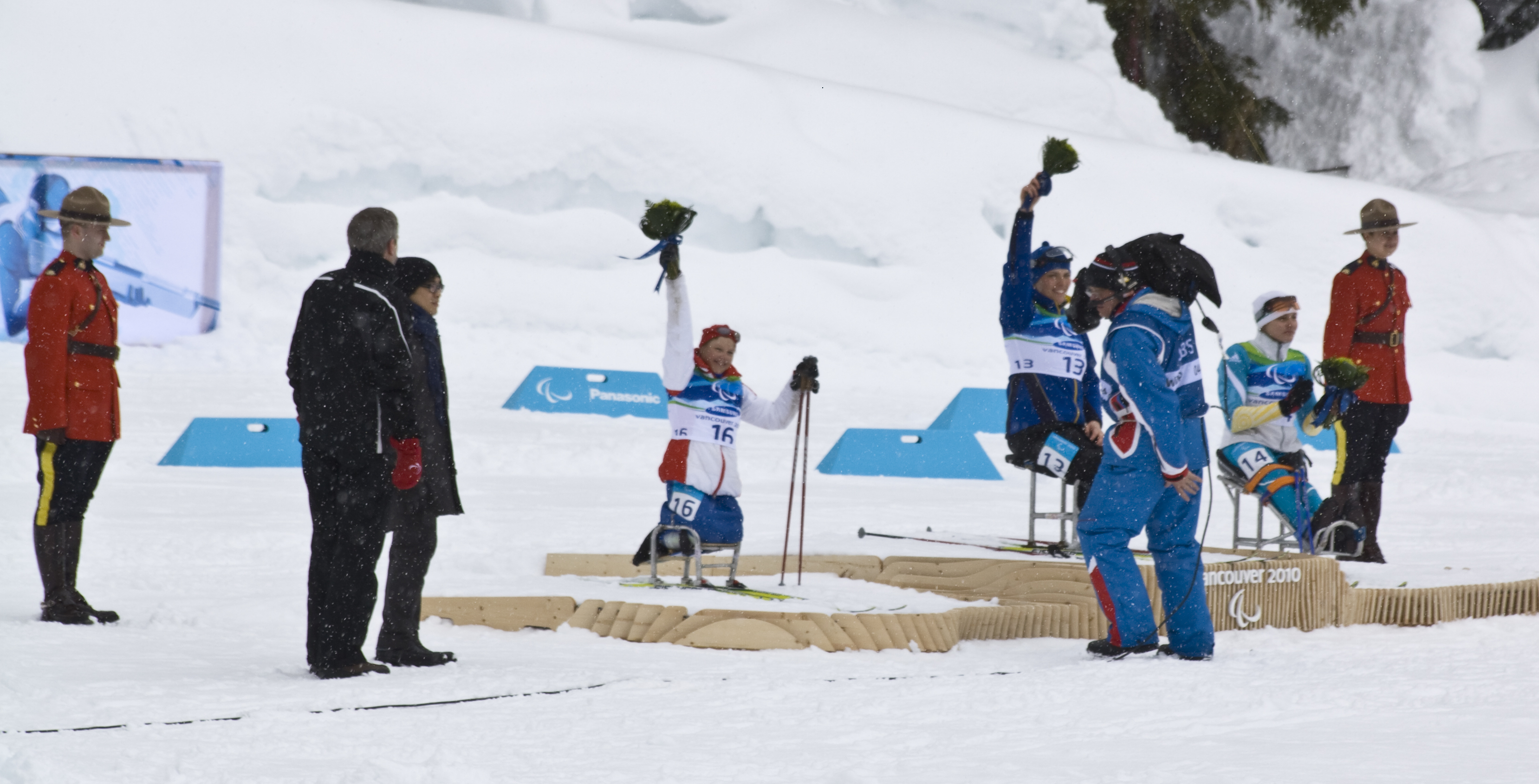
حفل سباق البياتلون الجالس لمسافة 2.4 كم للسيدات في اليوم الثاني من دورة الألعاب البارالمبية الشتوية 2010 في حديقة ويسلر البارالمبية في 13 مارس 2010، مع أولينا يوركوفسكا من أوكرانيا (الذهبية)، وماريا إيوفليفا من روسيا (الفضية)، وليودميلا بافلينكو من أوكرانيا (البرونزية).

كانت دورة الألعاب البارالمبية الشتوية لعام 1976 هي المرة الأولى التي تُتاح فيها فرص المنافسة لتصنيفات أخرى غير تلك الخاصة بإصابات الحبل الشوكي. في تلك الدورة، تم تقديم تصنيفين فقط لهذه الرياضة. وفي دورة الألعاب البارالمبية الشتوية لعام 1980، كان الحدث الوحيد المفتوح للأشخاص المصابين بشلل العمود الفقري هو سباق الضاحية، وهو واحد من الحدثين الوحيدين في الألعاب المخصصة لهذا التصنيف.
في دورة الألعاب البارالمبية الشتوية لعام 1998، تم السماح للمتزلجين من ذوي الإعاقات الذهنية بالتنافس في حدث الضاحية كمشاركين مؤهلين للحصول على الميداليات الكاملة، رغم المعارضة الأولية من اللجنة المنظمة في ناغانو. كان المنظمون المحليون يعتقدون أنه سيكون من الصعب للغاية تصنيف المتزلجين ذوي الإعاقة الفكرية إلى فئات مختلفة. في ذات الوقت، كان هناك عدد قليل من المتزلجين المؤهلين من اليابان الذين كانوا قادرين على التنافس في هذه الفعاليات.
في دورة الألعاب البارالمبية الشتوية لعام 1992، كانت جميع أنواع الإعاقات مؤهلة للمشاركة، حيث تم التصنيف من قبل اللجنة البارالمبية الدولية، مع إجراء التصنيف بناءً على نوع الإعاقة مثل العمى، بتر الأطراف، والإعاقة الجسدية (الجلوس). تم فتح رياضة البياتلون للرجال ذوي تصنيفات ضعف البصر لأول مرة في دورة الألعاب البارالمبية لعام 1992. كما شهدت تلك الدورة مشاركة المتزلجين من ذوي الإعاقة الذهنية في حدث استعراضي. في نفس العام، تنافس الرياضيون من تصنيفات LW1 إلى LW9 في المسافات القصيرة ضمن حدث مشترك، بينما شارك الرياضيون من تصنيفات LW10 وLW11 في حدث خاص بهم للمسافة القصيرة. كما تنافس جميع المتزلجين المكفوفين في مسافات قصيرة ضمن حدث مشترك. تم فتح حدث الـ10 كيلومترات للرياضيين من تصنيفات LW1 إلى LW9، H إلى D، بينما كان التتابع مفتوحًا للمتزلجين من تصنيفات LW1 إلى LW9 في حدث واحد، ولـLWX وLWXI في حدث آخر، وأخيرًا تزلج المكفوفين في حدث ثالث. في دورة الألعاب البارالمبية الشتوية لعام 1994، تم السماح للسيدات من ذوات الإعاقة البصرية بالمشاركة في رياضة البياتلون لأول مرة.
تاريخيًا، كان التزلج النوردي البارالمبي هو الرياضة الوحيدة المتاحة للمتنافسين من ذوي الإعاقات الذهنية، إلا أن إدراجهم في هذه الرياضة تم تعليقه بعد فضيحة الغش التي وقعت في دورة الألعاب البارالمبية الصيفية لعام 2000، مما أدى إلى عدم تأهلهم للمنافسة في دورة الألعاب البارالمبية الشتوية لعام 2002. في دورة الألعاب الأولمبية الشتوية لعام 2002، كان حدث التزلج الريفي يشمل ثلاث فئات من المتزلجين: ضعاف البصر، المتزلجين الواقفِين، والمتزلجين الجالسين. بالنسبة لدورة الألعاب البارالمبية الشتوية 2002، كان المصنفون في الألعاب هم بيرجيتا بلومكويست، آني لانيم، وتيد فاي. أما المتزلجون المصنفون في فئة ضعف البصر فكانوا رومان تولماتشيف، يوهان ويرشينج، وأكسل بولسينجر. ولم يتم تضمين تصنيفات المتزلجين ذوي الإعاقات الذهنية في هذه الألعاب نتيجة للفضيحة التي حدثت في دورة الألعاب البارالمبية الصيفية في سيدني قبل عامين.

## المستقبل
في المستقبل، تعمل الهيئة الرئيسية لتصنيف الرياضات الخاصة، وهي اللجنة البارالمبية الدولية، على تحسين نظام التصنيف ليصبح قائمًا على الأدلة بدلاً من الأداء، وذلك لضمان عدم معاقبة الرياضيين المتميزين الذين يؤدي أداؤهم إلى تصنيفهم في فئة أعلى، مما يضعهم في منافسة مع رياضيين قد لا يتدربون بنفس المستوى.